# Sōfuku-ji (Gifu)
Pour les articles homonymes, voir Sōfuku-ji.

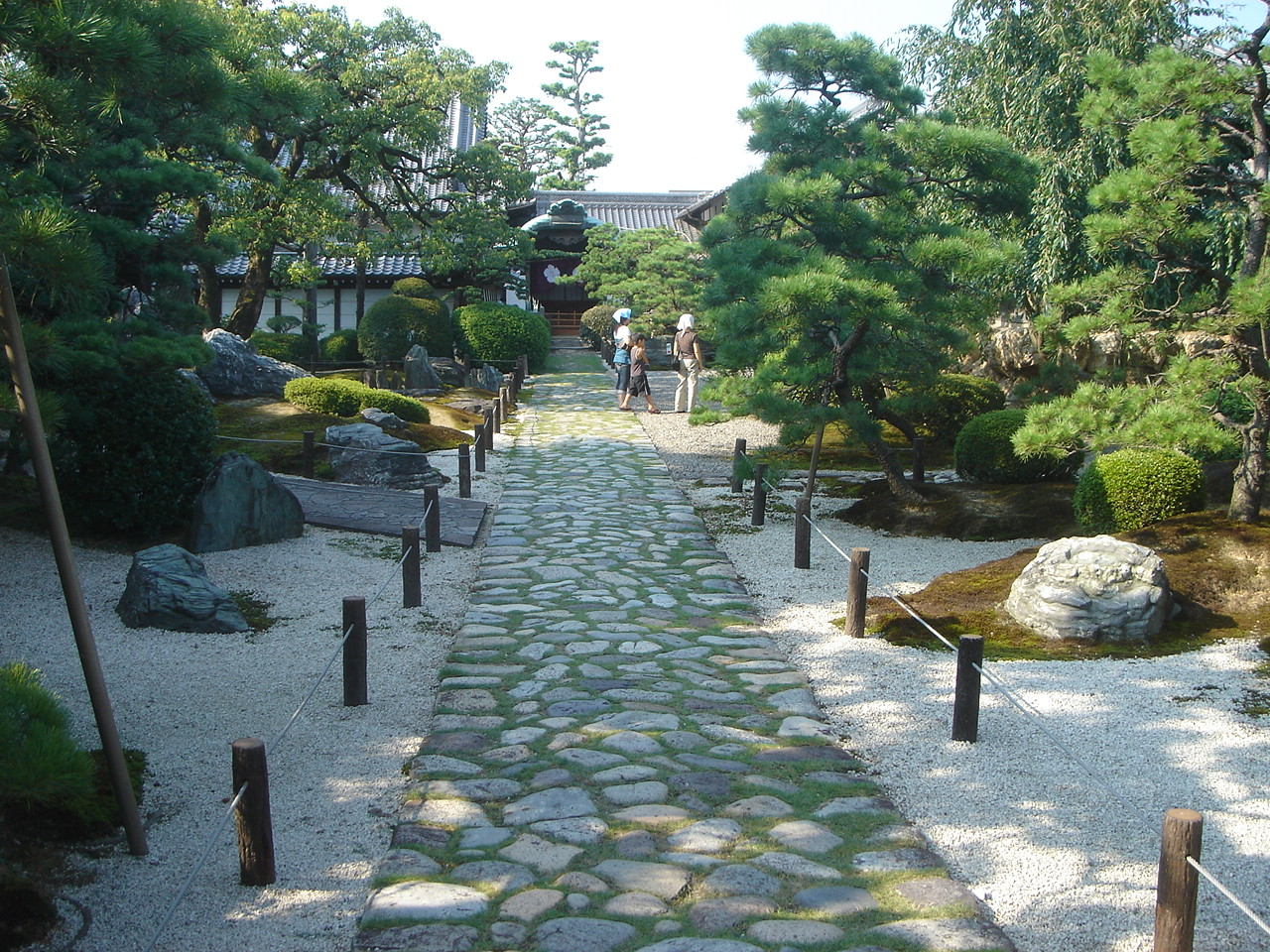
Le chemin intérieur vers le temple.

Le Sōfuku-ji (崇福寺) est un temple bouddhiste situé à Gifu, préfecture de Gifu au Japon. Le temple est fortement associé à Saitō Dōsan et Oda Nobunaga. Le Sōfuku-ji de Gifu est célèbre dans tout le Japon à la fois pour le nombre de moines qu'il produit et pour son « plafond de sang ». Peu après sa fondation, il est aussi appelé Kōsai-ji (弘済寺), mais ce nom est tombé en désuétude. C'est le quatorzième des trente-trois Kannon de Mino.

## Histoire
Le Sōfuku-ji est construit en 1390, époque de Kamakura, par Ryōtan Sōei. Cependant, parce qu'il est très détérioré, Saitō Toshimasa le déplace et le reconstruit en 1511. En 1517, il lui donne son nom actuel. Cependant, selon d'autres versions, il est construit en 1469, par Toki Shigeyori et Saitō Nagahiro, et officiellement ouvert en 1493.
Lorsque Oda Nobunaga s'installe à Gifu en 1567, il s'approprie le Sōfuku-ji comme temple familial. Après la mort de Nobunaga et de son fils Nobutada lors de l'incident du Honnō-ji en 1582, nombre de leurs trésors personnels intègrent le temple.
En 1600, lorsque Oda Hidenobu répond à la demande d'aide d'Ishida Mitsunari, Fukushima Masanori et Ikeda Terumasa assiègent le château et le détruisent lors de la bataille du château de Gifu. Les vassaux de Hidenobu meurent durant ce siège et après la destruction du château, le sol taché de sang de la tour principale du château est utilisé pour créer le nouveau « plafond de sang » du temple.
Au cours de l'époque d'Edo, le temple est fortement soutenu par le shogunat et prospère en conséquence. Il devient également un lieu de prières pour le Arisugawa-no-miya. Par ailleurs, Tokugawa Iemitsu soutient fortement ce sanctuaire parce que sa nourrice est dame Kasuga, fille de Saitō Toshimitsu, un proche de Dōsan.

## Source de la traduction
- (en) Cet article est partiellement ou en totalité issu de l’article de Wikipédia en anglais intitulé « Sōfuku-ji (Gifu) » (voir la liste des auteurs).